# Copa da Liga Escocesa 1972–73
A Copa da Liga Escocesa de 1972-73 foi a 27º edição do segundo mais importante torneio eliminatório do futebol da Escócia. O campeão foi o Hibernian F.C., que conquistou seu 1º título na história da competição ao vencer a final contra o Celtic F.C., pelo placar de 2 a 1.

## Premiação
| Copa da Liga Escocesa de 1972-73   |
| Escócia                            |
| ---------------------------------- |
| Hibernian F.C. Campeão (1º título) |